# Cat's Eye (2025)
Pour les articles homonymes, voir Cat's Eye (homonymie).
Cat's Eye est une série d'animation japonaise.
C'est une adaptation du manga éponyme, réalisée par Yoshifumi Sueda, avec les voix de Mikako Komatsu, Ami Koshimizu et Yumiri Hanamori.